# Géographie de la population
 (décembre 2022).
Si vous disposez d'ouvrages ou d'articles de référence ou si vous connaissez des sites web de qualité traitant du thème abordé ici, merci de compléter l'article en donnant les références utiles à sa vérifiabilité et en les liant à la section « Notes et références ».

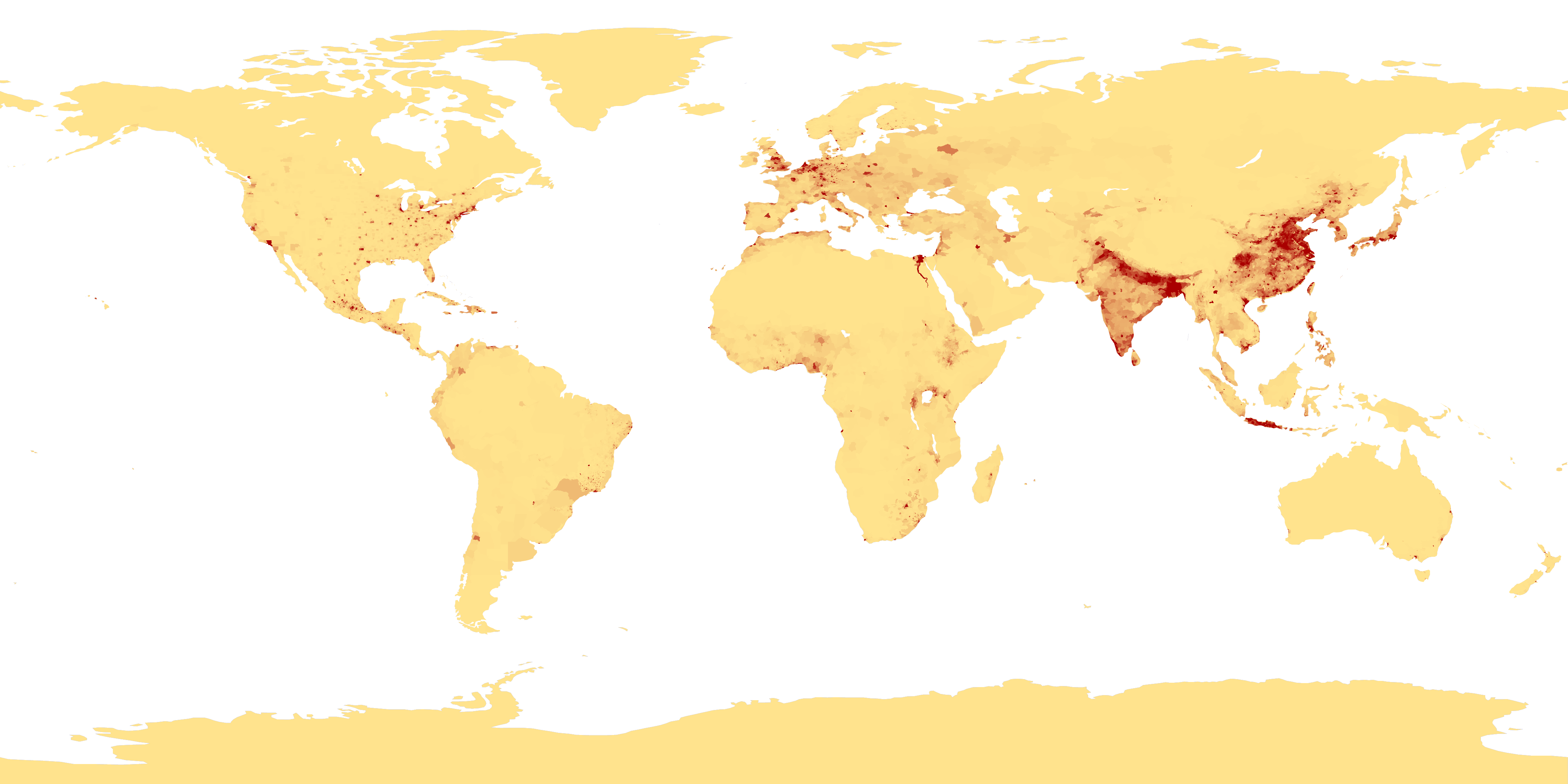
Carte du monde de la densité de population en 1994

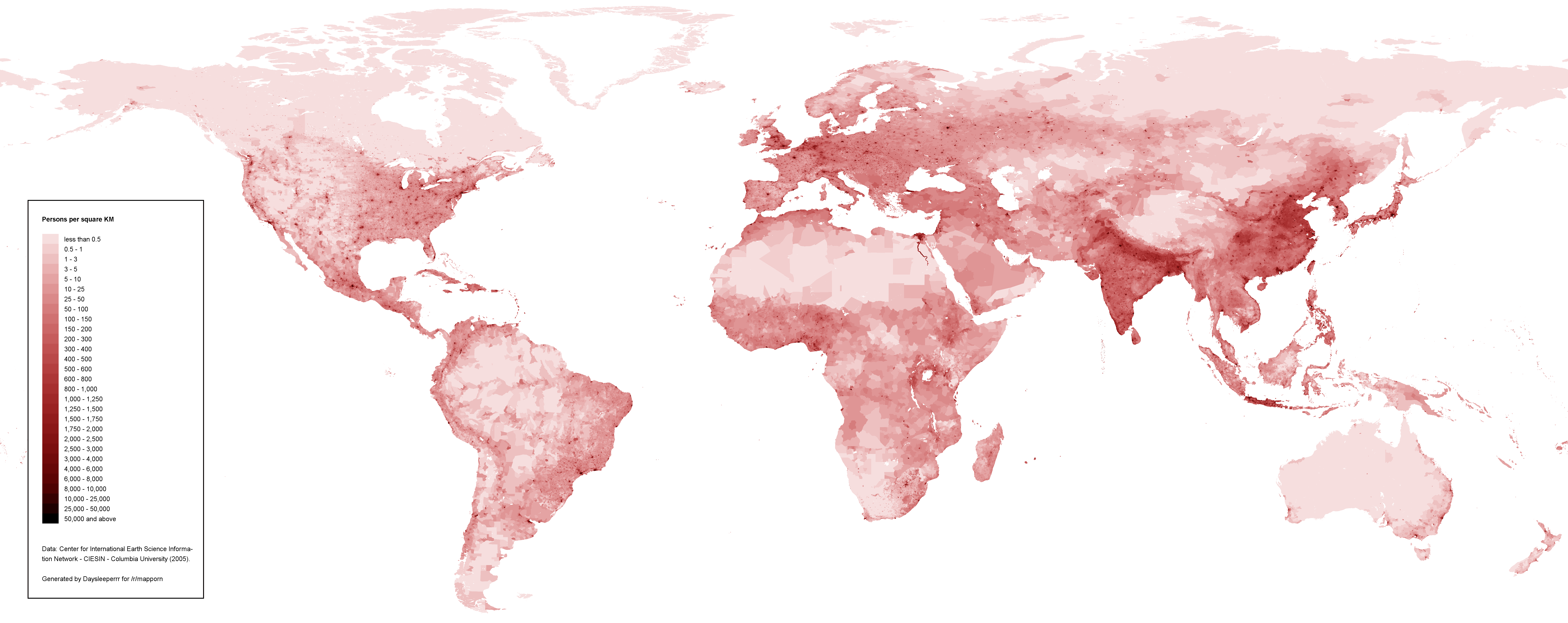
Carte du monde de la densité de population en 2005

La géographie de la population est la partie de la géographie humaine qui étudie la distribution de la population à la surface du globe et les variations de cette répartition.
Son objet principal est donc l'étude de la densité de la population, et du lien qui existe ou pas entre cette densité et le milieu naturel. Il faut le plus souvent faire appel à l'histoire, l'économie, la culture, la sociologie pour expliquer le peuplement d'une région.
Une des grandes problématiques de la géographie de la population est l'opposition entre espace rural et espace urbain.
L'étude des mouvements de la population fait largement appel à la démographie, et elle utilise donc la statistique. Mais la sociologie et la politique sont souvent nécessaires pour leur compréhension. Cette étude porte aussi bien sur les variations de la population (accroissement naturel et solde migratoire) que sur les migrations.

## Répartition de la population mondiale
Elle s'explique par des éléments naturels : les régions froides, les montagnes, les déserts, les grandes forêts sont en général très peu peuplées. Au contraire les littoraux, les vallées, les plaines, les régions tempérées, ou chaudes, et humides, les régions fertiles, sont en général peuplés. Les zones volcaniques, malgré le risque, sont le plus souvent peuplées en raison de leur fertilité.
Mais la répartition de la population mondiale s'explique au moins autant par l'histoire. Le peuplement de l'Amérique et de l'Australie est relativement tardif. La traite des esclaves a contribué à dépeupler  certaines régions littorales de l'Afrique. Certaines montagnes (Kabylie) ont constitué des refuges devant des invasions. Les frontières peuvent être les confins éloignés et déserts de deux états se tournant le dos, ou bien des zones de contact très actives, peuplées grâce aux échanges qui s'y produisent. Le choix d'une nouvelle capitale entraîne souvent la croissance rapide de cette dernière ainsi qu'une forte attractivité.